# 12362 Мумурик
12362 Мумурик (12362 Mumuryk) — астероїд головного поясу, відкритий 15 жовтня 1993 року.
Тіссеранів параметр щодо Юпітера — 3,160.